# 1762年の相撲
1762年の相撲（1762ねんのすもう）は、1762年の相撲関係のできごとについて述べる。

## 本場所など
- 3月場所（江戸相撲）[1]
  - 興行場所:深川八幡社内
  - 4月21日（旧3月27日）より晴天8日間興行
- 5月場所（京都相撲）[1]
  - 興行場所:二条川畑
- 他、年内に大坂相撲本場所興行（晴天10日間）あり[1]。